# 小行星6409
小行星6409（英語：6409）是一颗围绕太阳公转的小行星。1992年11月2日，川里信弘在上野原市发现了此天体。
这颗小行星的绝对星等为250.56904等。